# Сандаканские марши смерти

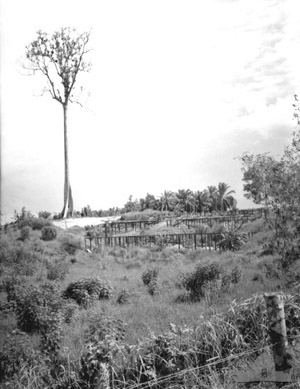
Лагерь для военнопленных в Сандакане

Сандаканские марши смерти — пешие переходы военнопленных стран антигитлеровской коалиции в Северном Борнео, организованные японским командованием в 1945 году. Во время маршей погибло около 2400 британских и австралийских солдат и офицеров. Организаторов маршей судили как военных преступников.
Британские и австралийские военнопленные, захваченные в основном в Сингапуре, отправлялись в Северное Борнео для строительства там аэродрома. Поначалу с ними обращались не хуже, чем с другими военнопленными, однако в 1945 году в условиях наступления Союзников на Борнео японское командование отдало приказ о переброске пленных из Сандакана через джунгли в Ранау.
С января по май 1945 года прошла серия «маршей смерти», во время которых погибло около 1050 человек. Будучи слабыми и изнурёнными, военнопленные падали от изнеможения и болезней, после чего конвоиры их расстреливали или добивали штыками. К 15 августа 1945 года почти все пленные, работавшие в японских лагерях в Ранау и Сандакане, были мертвы. Выжило лишь шесть австралийцев, которым помогли местные жители.
Японских военных, ответственных за проведение маршей, судили в Лабуане как военных преступников. Девять человек было приговорено к смертной казни, 64 человека получили тюремные сроки, 11 человек оправдали.